# Dobe (grensovergang)
Dobe is een grensovergang tussen Namibië en Botswana, genoemd naar de nabij in Botswana gelegen Dobe-bron.
De grensovergang ligt in het noordwesten van Botswana en het noordoosten van Namibië.
Het is een kleine grensovergang met weinig verkeer en weinig reizigers.
De meest nabijgelegen plaats aan de Namibische zijde is Tsumkwe op 52 km afstand.